# Haljala
Haljala kisváros Észtország északi részén, Laane-Viru megyében. Közigazgatásilag Haljala községhez tartozik, amelynek egyúttal a székhelye is. Közeli nagyobb település a megyeszékhely, Rakvere, amelytől 10 km-re fekszik. A település a Tallinn és Narva közötti 1. sz. főút mentén található. Lakossága 2011-ben 1084 fő volt.
A település első említése 1241-ből származik. A 17. század óta működik iskola a településen.
A városban található Viru Õlu cég készíti az ismert észt sört, a Virut.

## Népesség
A település népessége az utóbbi években az alábbi módon alakult:
| Lakosok száma | 1084 | 1049 | 1061 |
|               | 2011 | 2019 | 2020 |

## Látnivalók
A város legfőbb nevezetessége a temploma. Az első, még fából készült templom a 13. században épült fontos kereskedelmi útvonalak kereszteződésében. Az akkori építmény helyén álló mai kőtemplomot a 14. században emelték. A vastag kőfalakból álló templomnak védelmi funkciói is voltak, a 34 m magas tornyát pedig megfigyelő toronynak is használták. A templom az 1558-as livóniai háborúban, majd az északi háborúban sérüléseket szenvedett. A torony tetőszerkezete villámcsapás következtében 1761-ben és 1831-ben is leégett. Barokk stílusú szószékét Johann Valentin Rabe készítette 1730-ban. A templom napjainkban az Észt Evangélikus Egyházhoz tartozik.
A templom melletti kis kápolna 1865-ben kapta mai formáját.

## Ismert személyek
Ott született:
- Herbert Johanson (1884–1964) építész
- Gerli Padar (sz. 1979) előadóművész, énekes
- Tanel Padar (sz. 1980) előadóművész, énekes